# Zopherus haldemanni
Zopherus haldemanni is een keversoort uit de familie somberkevers (Zopheridae). De wetenschappelijke naam van de soort werd in 1870 gepubliceerd door George Henry Horn.